# Všemily
Všemily è una frazione di Jetřichovice, comune ceco del distretto di Děčín, nella regione di Ústí nad Labem.

## Geografia fisica
Il villaggio si estende su una superficie di 486,7 ha (equivalenti a circa 4,87 km²). Si trova 4 km a sud da Jetřichovice. Nel villaggio sono state registrate 130 abitazioni, nelle quali vivono 59 persone.
Altri comuni limitrofi sono Kamenická Stráň e Rŭžová ad ovest, Vysoká Lípa, Mezní Louka e Zadní Jetřichovice a nord, Filipov, Kunratice, Lipnice, Studený e Rynartice ad est e Srbská Kamenice, Janská, Kamenická Nová Víka, Lužná, Stará Oleška, Veselé, Veselíčko e Markvartice a sud.